# Alfreds Ginters
Alfrēds Ginters, född 29 maj 1910 i Tīreļi, död 2 juli 2000 i Lund, var en lettisk-svensk arkitekt.
Alfrēds Ginters, som var son till fabrikör Alfreds Ginters och Elina Steinerts, avlade studentexamen i Jelgava 1928, officersexamen 1935 och arkitektexamen vid Lettlands universitet 1942. Han var arkitektassistent på lasarettsbyggnadsbyrån i Riga 1936–1937, vid byggnadsnämnden där 1938–1942, arkitekt på professor Wilhelm Kreis arkitektbyrå i Starnberg (Tyskland) 1944–1945 och på Kommunernas konsultbyrå-Landsbygdens Byggnadsförening i Lund från 1946. 
Han ritade bland annat offentliga byggnader i Kaunas, folkskola i Kyrkhult, ålderdomshem i Jämjöslätt och Träne, maskinverkstad för Skånska lantmännens centralförening (SLC) i Malmö, bilverkstad för General Motors i Ystad, sjuksköterskeskola i Kristianstad, medborgarhus i Lönsboda, Östgöta nationshus i Lund, ridhus i Lund och brandstation i Osby.